# 12657 Бонч-Брујевич
12657 Бонч-Брујевич (1971 QO1) је астероид из главног појаса астероида који је 30. августа 1971. открила астроном Тамара Михајловна Смирнова на Кримској астрофизичкој опсерваторији.
Астероид је добио име по физичару Алексеју Михајловичу Бонч-Брујевичу.